# Surnuméraires de l'Enregistrement

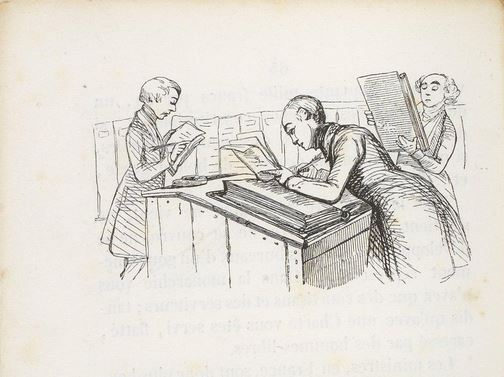
Les surnuméraires - Illustration de M. Trimolet pour Physiologie de l'employé de Honoré de Balzac (1841).

Un surnuméraire est celui qui est en trop. Ainsi, un employé surnuméraire dans l'administration est celui qui, bien qu'en service dans l'organisation, doit attendre une place vacante pour être titularisé.
Dans l'administration des finances en France, ce terme a caractérisé jusqu'en 1948 les candidats dans l'Administration de l'Enregistrement, des Domaines et du Timbre à un poste de receveur. Honoré de Balzac en donnait dans Les Employés la définition suivante : « Le surnuméraire est à l'Administration, ce que l'enfant de chœur est à l’Église, ce que l'enfant de troupe est au Régiment... »
Si l'institution des surnuméraires a fortement structuré l’organisation de la Régie de l'enregistrement, elle ne constitue pas une singularité dans l'organisation administrative du XIXe siècle et le surnumérariat était à l'époque largement généralisé dans toutes les administrations, ministères et préfectures, tant à l'échelon central que départemental.

## Sous l'Ancien Régime et la Ferme Générale

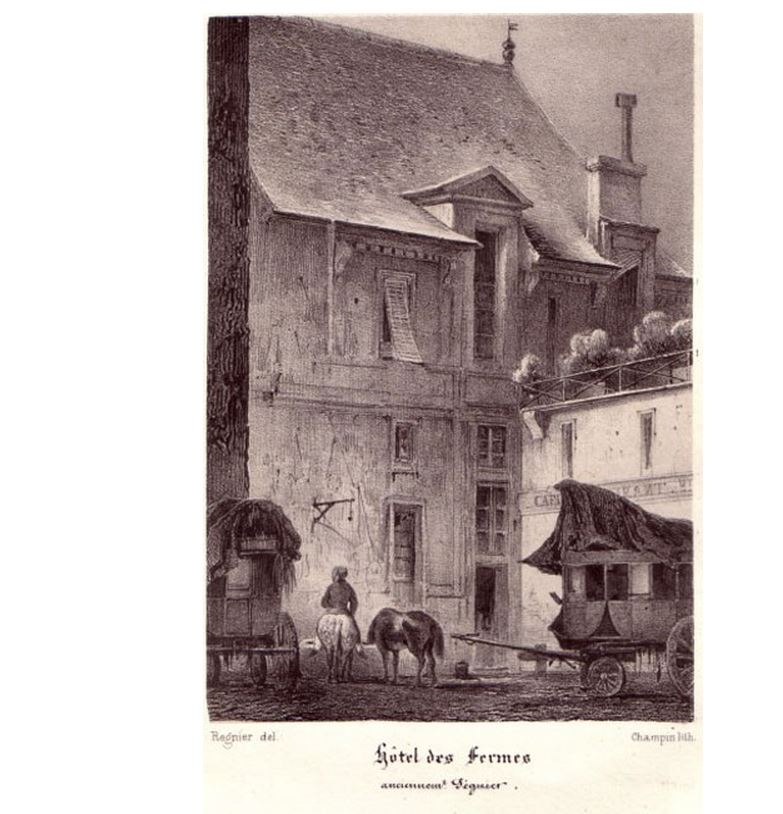
Lithographie Champin. Vue de l’Hôtel Séguier devenu Hôtel des Fermes, série « Rues et monuments de Paris au XIXe siècle », 1838.

Dès la fin du XVIe siècle, dans toutes les régies des fermes, les employés étaient autorisés à faire travailler des jeunes gens, non rémunérés, qui souhaitaient acquérir des connaissances pratiques en matière fiscale dans l’espoir d’obtenir une place dans les services de la ferme.

### Les externes
Aussi bien, assez rapidement, vers les années 1720, cette possibilité fut encadrée par la hiérarchie et les commis furent tenus de demander à leur directeur la permission d’utiliser le concours de stagiaires non rémunérés. Ces « bénévoles » furent appelés externes. Ils formaient le vivier des futurs recrutements de la Ferme.
Vers 1752, les administrateurs de la ferme décidèrent de structurer ce mode de recrutement d’une part en réglementant l’admission, en organisant une surveillance des progrès de leur formation et une appréciation de l’ensemble des qualités générales attendues d’un employé de la Ferme générale.

### Les surnuméraires
Les externes deviennent dès lors des surnuméraires, c’est-à-dire des agents titulaires d’un brevet d’employé de la Compagnie en surnombre dans les bureaux où ils sont employés.
Peu à peu les règles de recrutement se mettent en place, la décision est prise par les services centraux de la Ferme, ils s’attachent à recruter des postulants disposant d’un niveau d’instruction minimum, appartenant à des familles honorables, de préférence fortunée (en tout état de cause les fonctions ne sont pas rémunérées ce qui implique une aisance minimum)  et de bonne mœurs.
Le centralisme était très fort, des rapports circonstanciés étaient réclamés aux directeurs locaux.
À titre d’exemple JP Massaloux cite un courrier du 12 décembre 1757, réclamant au Directeur local un complément d’enquête qui est signé par pas moins de six fermiers généraux.
En 1773, les instances de la Ferme décidèrent que les surnuméraires correspondant le mieux au profil souhaité seraient appelés, après une durée de service minimum auprès du commis dans le bureau duquel ils étaient affectés, à poursuivre leur emploi en direction « pour y travailler sous les yeux du directeur afin de se perfectionner sur tout ce qui est analogue à la partie des domaines. »
Enfin, un règlement du 28 juillet 1774 fixa le statut des surnuméraires. Il comprenait notamment les dispositions suivantes :
- les candidats au surnumérariat devaient être âgés de plus de 20 ans ;
- avoir travaillé pendant une durée d’au moins deux ans, chez un notaire ou un procureur ;
- aucun d’eux ne pouvait être employé dans le bureau du lieu où était implanté sa famille ;
- aucun surnuméraire ne pouvait être employé dans les bureaux autres que de chef-lieu de Généralités et dans les principales villes du Royaume.

### La réforme de Necker

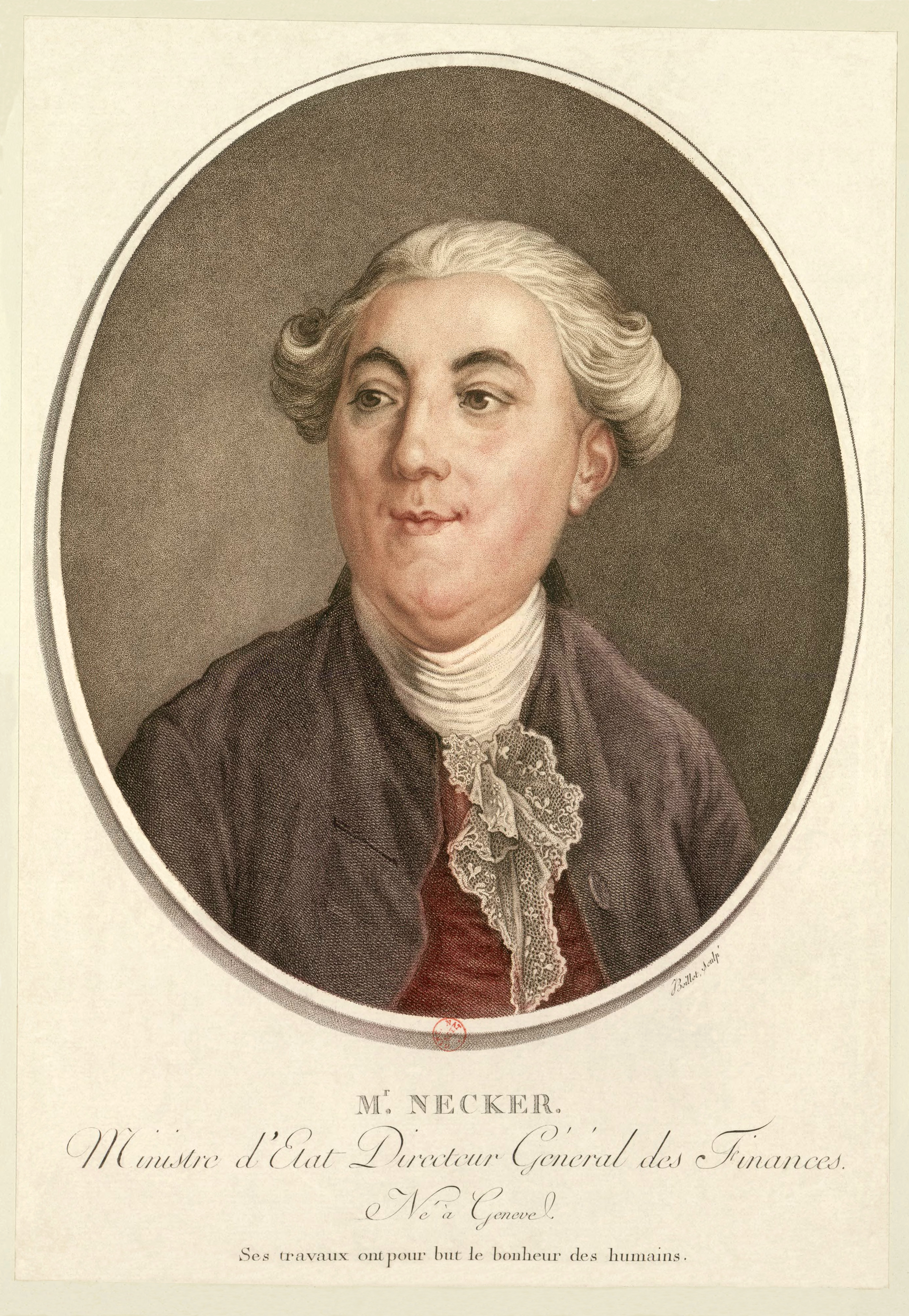
Jacques Necker, par Boillet, BNF Gallica.

Cette organisation trouvera à s’appliquer à la conservation des hypothèques sous l’ancien régime mise en place à partir de 1771, car même si ce bail fut confié à Jean Baptiste Rousselle, marquant ainsi le premier démembrement de la Ferme Générale, ses lettres patentes précisaient qu’il pourrait se servir pour la gestion desdits offices des directeurs et employés de la ferme générale.
La formation de l’Administration Générale des Domaines et Droits Domaniaux initiée par  Jacques Necker et mise en œuvre par un arrêté de règlement du 9 janvier 1780, marque le premier démantèlement de la Ferme Générale.
Aussi bien lors de sa mise en place, la conservation des hypothèques fut rattachée à la nouvelle compagnie d’ « Administration Générale des Domaines et des Droits Domaniaux ».
Le premier bureau accordé à un surnuméraire ne pouvait pas excéder 500 livres de remises, cette titularisation n’intervenait qu’après au minimum 3 à 4 ans de surnumérariat.
Durant cette période non rémunérée, les surnuméraires étaient appelés à participer à tous les travaux du bureau dans lequel ils étaient affectés. Si parfois cela pouvait aller jusqu’à suppléer aux absences ou à l’inertie du chef de poste, dans les faits les dirigeants de la Compagnie insistèrent fortement pour que leur soit confiée la tenue des tables alphabétiques, outil indispensable aux recherches futures et que les avaient fortement tendance à négliger.

## La Révolution Française

### Nationalisation de la Ferme Générale

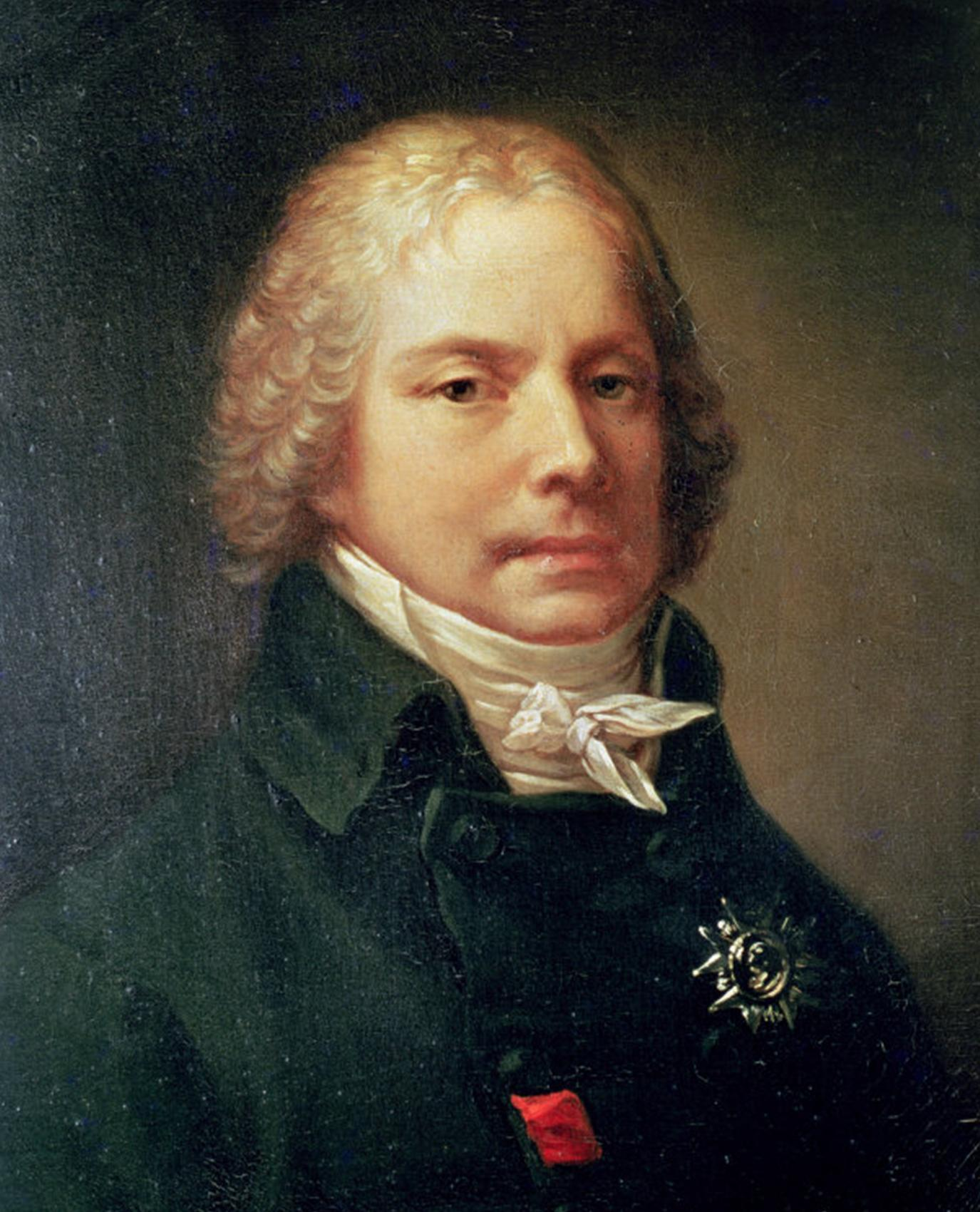
Talleyrand, auteur présumé de la loi du 17 décembre 1790 créant les droits d'enregistrement.

La Convention nationalise la Ferme générale, l’Administration Générale des domaines de 1780 est dissoute. Les agents de cette administration deviennent des fonctionnaires d’état au service de la « Régie des droits d’enregistrements et autres ». Une loi du 17 décembre 1790, dont on attribue la paternité à Talleyrand, supprime les anciens impôts domaniaux et les remplace par les droits d’enregistrement mais les principes qui régissent la perception de l’impôt ne sont pas modifiés.
L’administration mise en place n’est pas foncièrement différente de l’organisation de la Ferme, certes il fallut rationaliser l’implantation des bureaux pour assurer la cohérence avec la nouvelle organisation départementale, ce qui entraîna la suppression de plus de 25 % des anciens bureaux de contrôleurs. Les effectifs ainsi rendus disponibles furent affectés à la gestion et à la vente des biens nationaux.
Bien évidemment les anciens administrateurs de la Ferme, à une exception près, ne retrouvèrent pas de place dans les premiers dirigeants de la Régie. Une trentaine d’entre eux furent guillotinés les 19 et 25 floréal An II. Parmi les condamnés du 19 floréal, figurait notamment Lavoisier.
Pour autant l’ensemble des dirigeants et des agents de la nouvelle régie étaient des anciens employés ou cadre de la Ferme générale. Sous la Terreur, les Sans-culottes qui n’aiment pas la Régie, entraîneront certains procès sommaires, destitutions voire exécutions, mais ce mouvement n’est pas spécifiquement le propre des anciens collaborateurs de la Ferme et s’inscrit davantage dans le contexte tourmenté de l’époque.

### Des personnels stables
À la veille du XIXe, les services de la Régie comportent 12 régisseurs et 331 employés en administration centrale, 104 directeurs départementaux, 227 inspecteurs et 267 vérificateurs, 61 visiteurs et 2610 receveurs qui ont remplacé les anciens commis de la Ferme, et enfin 372 garde-magasins, contrôleurs du timbre, compteurs timbreurs et tournefeuilles, soit 3984 agents. Ce recensement ne tient compte que des agents responsables des fonctions fiscales de la Régie, il n’intègre donc pas les conservateurs des hypothèques, implantés en théorie dans chaque district. dont la mission est strictement civile et les employés bénévoles que sont les candidats au surnumérariat et aux surnuméraires en titre. On peut donc estimer que près de 6 000 personnes étaient employées dans la Régie en 1801.
La quasi-totalité des agents titulaires sont d’anciens employés de la Ferme.
Le recours au surnumérariat n’est pas modifié et la préoccupation essentielle des administrateurs de la Régie restera la mise à jour des tables alphabétiques. Jean Paul Massaloux dans son ouvrage fait même état de lettres par lesquelles ils entendent subordonner la titularisation de certains surnuméraires à la bonne fin de cette tâche.
Dans le cadre du recensement de tous les employés de l’administration de l’enregistrement initié par la circulaire du 28/10/1791, qui concerne également les surnuméraires, il est demandé aux directeurs un état périodique avec une appréciation particulière de leurs talents et de leur zèle.

## Du début duXIXeà la fin de la Grande Guerre
La préoccupation centrale de la première moitié du XIXe siècle sera de limiter dans les bureaux le nombre des employés bénévoles, surnuméraires ou candidats au surnumérariat, mais également, sur tout le siècle, de trouver le bon point d'équilibre entre la formation professionnelle et l'emploi des intéressés aux tâches matérielles les plus ingrates. Elle se traduira par la mise en place d'une organisation extrêmement centralisée où toutes les décisions relèvent du Directeur Général de la Régie. Les conditions d'admission au surnumérariat se durcissent au fil des différentes réformes. Dès la postulation et plus encore après l'admission à simplement passer les épreuves du concours, les exigences sont telles que tous les admis devraient disposer d'un solide niveau de culture générale et juridique, une organisation de plus en plus rigoureuse des épreuves devrait en assurer la parfaite objectivité.
Pour autant, cette organisation se durcit tout au long du siècle, et l'administration souligne régulièrement la faiblesse du niveau des surnuméraires. Ces difficultés de mise place sur le terrain et les rappels constants aux obligations de contrôle des employés supérieurs traduisent bien, d'une part les marges de manœuvres et les espaces de libertés que s'accordent les acteurs locaux dans l'application des directives nationales et d'autre part le dilettantisme d'une part importante de ces jeunes gens non rémunérés et trop souvent cantonnés dans des tâches ingrates et matérielles durant plusieurs années.

### Les postulants
C’est un véritable parcours du combattant, jalonné d’examens, de contrôles et de mois, voire d’années, de patience, qui attend les impétrants au grade de receveur de l’enregistrement.

#### Le dossier de candidature
Dès la circulaire de 1801, les conditions d’admission au surnumérariat sont plus rigoureusement encadrées
- Âge compris entre 18 et 30 ans ;
- Fourniture d’un certificat précisant leur situation militaire ;
- Justification, certifiée par le Receveur de l’enregistrement, d’une année de travail chez un notaire ou un avoué ;
- Pétition d’emploi sur papier timbré, précisant la nature et la durée des études et des occupations antérieures ;
- Dossier envoyé à l’administration centrale, accompagnée d’un avis circonstancié du receveur sur la moralité et les dispositions du candidat.

À compter du 1er janvier 1835 les conditions de recrutement se durcissent encore. Les postulants doivent rédiger leur pétition d’emplois en présence du directeur, ce fait étant certifié pat le directeur par une mention en bas de la pétition, et ils doivent être titulaire d'un diplôme de bachelier es-lettres.

#### Les épreuves d'admissibilité
Les règles d’admission sont définitivement fixées par un arrêté du ministre du 8 janvier 1846.
Sur le fond il reprend très largement les dispositions antérieures, toutefois les exigences de la circulaire du 1er septembre 1806 relatives aux pièces à produire avec le dossier sont durcies et établissent désormais clairement la volonté de recruter du personnel issus de la bourgeoisie aisée et cultivée.
- Les postulants devront fournir, établie par les autorités locales une attestation qu’ils sont de bonnes vie et mœurs,
- D’autre part, un certificat ou toute autre pièce authentique démontrant qu’ils possèdent directement ou par les biens de leur famille les ressources nécessaires pour assurer sa subsistance pendant la durée de son surnumérariat et pour fournir un cautionnement de 3000 F[note 8] lors de sa nomination en qualité de receveur ;
- Les postulants doivent se présenter à la direction locale et rédiger leur demande sous les yeux du directeur, sans le secours d’aucun projet écrit ou de dictionnaire pour vérifier l’orthographe. Cette première épreuve permet d’éliminer les candidats ayant une mauvaise écriture ou une mauvaise rédaction ;

Un registre spécial des candidatures déposées est tenu dans chaque direction (article 3). Les candidatures sont transmises à l’administration centrale avec un avis motivé du directeur et« les renseignements d'usage sur le pétitionnaire et sa famille ».
C’est le directeur général qui décide de l’admission éventuelle au stage préparatoire. Les postulants admis au stage préparatoire sont immédiatement employés dans un bureau qui leur sera notifié par l’administration et où ils sont invités à  travailler assidûment. (Article 4).
Chaque directeur classe ses postulants, ayant plus de cinq mois de travail effectif en bureau, par ordre de mérite et en adresse la liste, sur sa demande, à l’administration centrale accompagnée d’un rapport motivé sur chaque candidat.

#### Les épreuves d'admission
Le directeur général décide de ceux admis à se présenter à l’examen d’admission qui sont répartis dans les différents comités d’examen mis en place dans certains départements. Chaque comité est composé d’un directeur départemental, président, d’un inspecteur ou d’un vérificateur et d’un receveur de chef-lieu.
Les épreuves d’admission comportent une partie orale, à caractère professionnel portant sur l’organisation et l’administration, les devoirs des receveurs et des questions techniques sur les principes généraux du droit civil, l’enregistrement et le timbre.
La partie écrite est très complète, page d’écriture, sur papier non réglé, sans correction possible, ni secours de quelque document que ce soit, la même page étant recopiée « à main posée », analyse grammaticale d’une partie de ce texte, épreuves de calcul diverses, confection d’états et d’un tableau, rédaction d’une lettre ou d’une note sur un sujet donné, divers calculs de droits et enregistrement d’un acte. Les épreuves sont faites simultanément par tous les candidats sous la surveillance du comité. Les copies sont signées par les candidats et certifiées par le comité.
Le comité délibère sur ces résultats et, « après avoir pris connaissance des renseignements fournis sur chacun des candidats », classe les candidats par ordre de mérite. Pour aussi complète que soient les épreuves, leur résultat est donc pondéré, de manière nécessairement subjective, sur leur situation personnelle et celle de leur famille.
C’est le directeur général qui au vu des procès-verbaux des comités établit la liste définitive des admis qui est transmise avec les pièces justificatives au ministre pour approbation. Aucune règle n’est fixée en matière d’interclassement des candidats des différents comités.
Les candidats retenus continuent à travailler dans les bureaux, la situation des recalés est réglée de manière différenciée, tous les candidats âgés de plus de 25 ans et ceux dont c’est le deuxième échec sont définitivement rayés de la liste des postulants et doivent cesser d’être admis à travailler dans les bureaux.
Par ailleurs le comité à la possibilité de décider que certains candidats, sans doute les plus médiocres, ne peuvent être admis à postuler une nouvelle fois quelle que soit leur situation.
L’admission au surnumérariat est aménagée par l’arrêté du 27 avril 1875,
- les candidats doivent désormais avoir entre 18 et 25 ans ;
- Le stage préparatoire des postulants est supprimé ;
- Si les épreuves ne sont pas fondamentalement modifiées, elles sont désormais fortement encadrées ;
  - les sujets sont nationaux et la durée de chaque épreuve normée ;
  - les copies sont anonymes et les noms ne sont découverts qu’après correction ;
  - La correction est elle-même très encadrée ;
    - les fautes graves de langue française ou d’orthographe, voire une très mauvaise écriture peuvent être éliminatoire ;
    - Il en est de même pour les candidats qui n’auraient pas remis de copies pour l’une ou l’autre des épreuves écrites.

Les candidats déclarés admissibles sur la base des critères arrêtés à l’avance par le Directeur Général subissent une épreuve orale de 45 minutes sur un programme très large, comportant 10 matières, allant de l’organisation de l’État au système métrique, des notions sur la comptabilité publique, à l’organisation de l’administration de l’enregistrement, du Code civil à l’arithmétique et la géométrie élémentaire. En théorie les candidats sont examinés sur chacun des 10 points du programme, ce qui ne laisse même pas 5 minutes par point.
Au comité d’examen de 1846 est adjoint désormais un représentant de l’administration centrale, chacun se prononce sur chacun des points du programme, il est dressé un procès-verbal de l’examen de chaque candidat et de l’appréciation du comité.
Aux termes de l’article 22 du nouvel arrêté, au-delà des épreuves les membres du comité se prononcent aussi « sur l’éducation, l’intelligence et la tenue des candidats, la position et l’honorabilité de leur famille ».
Chaque épreuve écrite et orale est encadrée dans un barème de notation très strict. Les titulaires de deux diplômes de bachelier (es lettres et es sciences) bénéficient de 10 points supplémentaires, les lauréats des facultés de droit de 20.
Au vu des PV des différents comités la liste définitive des admis est arrêtée par le Directeur Général.

### Les candidats
Les candidats agréés sont inscrits sur un tableau tenu par l’administration centrale, leur nombre n’est pas déterminé  et dépend des besoins des services à la seule appréciation du directeur général. Chaque directeur reçoit l’avis de l’inscription des candidats retenus au tableau général. Le directeur les porte sur le sommier des surnuméraires et des candidats à cette fonction de la direction.

#### Les conditions d'emplois
Ils doivent dans les bureaux être chargés des travaux confiés aux surnuméraires de première année, mais ils n’ont pas la possibilité de se présenter aux examens de fin d’année. Ils sont soumis aux mêmes règles de subordination hiérarchiques à l’égard des receveurs et inspecteurs que les surnuméraires en titre.
Une circulaire du 25/8/1847 s’inquiète que dans un trop grand nombre de bureaux les postulants aient été presque exclusivement employés à la rédaction des tables alphabétiques ou aux renvois d’enregistrement et invite les directeurs à rappeler aux receveurs les devoirs qui sont les leurs au regard des postulants qui doivent être considérés moins comme des aides que comme de jeunes étudiants placés sous leur responsabilité.
Ils ont les mêmes obligations et font l’objet des mêmes appréciations que les surnuméraires en titre. Toutefois, même s’ils en avaient l’âge et les connaissances nécessaires, ils ne peuvent être appelés à remplacer par intérim les receveurs.
En 1882 l’administration s’inquiète une nouvelle fois des lacunes des candidats en fin de surnumérariat qui perdurent plusieurs années après leur prise de poste.
Le stage préparatoire des postulants, supprimé en 1863, est rétabli.
Pour le rendre plus effectif, chaque stagiaire doit tous les mois adresser au Directeur une note contenant le détail sommaire des travaux qui lui ont été confiés. Cette note sera certifiée et transmise sous le couvert du receveur qui la transmettra sans délai avec son appréciation sur la conduite, l’assiduité l’application et l’intelligence du stagiaire.
La nécessité d’assurer surveillance des travaux tant des stagiaires que des surnuméraires, la pertinence des appréciations portées sur chacun d’eux, l’exactitude de leurs comptes rendus mensuels est régulièrement rappelée aux employés supérieurs et vérificateurs.

#### L'intégration dans le corps des surnuméraires
Les candidats inscrits au tableau concourent pour les postes au fur et à mesure des vacances, en principe dans l’ordre de celui-ci.
Toutefois les lauréats des facultés de droit sont nommés surnuméraires par préférence à tous les autres et sont dispensés des épreuves imposées aux postulants
L’instruction générale du 18 janvier 1849 modifie significativement ce dispositif, dorénavant tous les candidats admis par suite du concours annuel ou qui en sont dispensés (lauréats des facultés) seront immédiatement brevetés en qualité de surnuméraires.
À l’avenir leur rang de classement dans la liste d’admission est susceptible d’être modifié en fonction des comptes rendus périodiques d’activité dont ils font l’objet et de leurs résultats aux épreuves des examens annuels. Autant dire que désormais la titularisation est à la quasi-discrétion de l’administration.
Lorsqu'un candidat est admis il en reçoit la notification par l’intermédiaire de son directeur qui reçoit également une lettre spéciale contenant le « Brevet de surnuméraire » ; dans le cas où l’intéressé est nommé dans un autre département, le brevet est adressé au nouveau directeur.
Dans cette hypothèse, le directeur de la période d’admission transmet à son collègue les renseignements d’usage sur le nouveau surnuméraire qui doit se présenter sans délai au directeur de sa nouvelle affectation qui lui remettra son brevet, sans formalité particulière autre que la mention de remise au pied du document.
L’intéressé doit se rendre sans retard auprès du receveur auquel il est nommé. Le temps du surnumérariat n’est décompté que du jour de la prise de fonction effective. Ceux qui ne se sont pas rendus à leur poste doivent justifier du retard et sont à défaut susceptible d’être rayés de la liste.
L’usage veut que l’admission soit constatée au jour de prise de poste sur le registre principal du bureau. Mention en est faite par un certificat du receveur apposé en bas du brevet.

### Les surnuméraires

#### La gestion du nombre des surnuméraires
La préoccupation est dès 1791 d’endiguer la multiplication du nombre des surnuméraires, elle est reprise périodiquement et sera au cœur de la 1re grande circulaire sur le surnumérariat du 5e jour complémentaire de l’An IX (22 septembre 1801) prise en application du règlement du 25 fructidor de la même année.
Diverses mesures sont prises pour en limiter le nombre :
- le cumul de la fonction avec un emploi rémunéré est désormais interdit, ce qui conduit à écarter ceux qui n’auraient pas de moyens suffisants pour subvenir à leurs besoins en l’absence de rémunération ;
- il est interdit d’admettre des surnuméraires dans les bureaux dont les remises[note 11] sont inférieures à 1500 francs[18] pour l’enregistrement non compris la partie des domaines ;
- tous ceux qui n’accepteraient pas les mutations imposées par ces nouvelles règles seront rayés du tableau ;
- dans les communes où il existe plusieurs bureaux, les surnuméraires alterneront en fonction des instructions du directeur sans pouvoir dépasser un an dans le même poste ;
- les surnuméraires ne pourront être appelés dans les bureaux de direction qu’après deux ans de travail en recettes. Cette possibilité reste subordonnée à l’autorisation expresse de l’Administration centrale.

On voit bien la volonté de l’administration d’encadrer le surnumérariat et la mise en place d’une organisation très centralisée, dont le caractère hiérarchique et quasi-militaire perdurera, en tout domaine, jusqu’à la disparition de la Direction Générale des Impôts.
La circulaire du 1er septembre 1806 fixe le nombre à 1000 sur le plan national avec un contingent départemental ne pouvant être dépassé et rajoute aux pièces à produire avec le dossier de candidature un certificat de bonne vie et mœurs délivré par les autorités locales et la preuve qu’il pourra fournir directement ou par ses parents un cautionnement de 1 200 francs au moment de sa titularisation.
Dès le début du Consulat, l’administration est sur une logique de recrutement de jeunes gens instruits appartenant à des familles sinon riches du moins suffisamment aisées pour permettre l’entretien pendant plusieurs années du surnuméraire puis son installation en qualité  de receveur et son cautionnement.
En 1821 une instruction générale fixe le nombre des surnuméraires à 650 sur l’ensemble du territoire et suspend les délivrances de brevets tant que le nombre de surnuméraires en place ne sera pas ramené au-dessous de ce nombre.
Dans la circulaire du 23 aout 1822 commentant ce dispositif, le Directeur de L’Enregistrement s’exprime ainsi « Je saisis cette occasion pour vous dire que le nombre excessif des surnuméraires est un des premiers objets de ma sollicitude. Je regarde comme un devoir de placer de préférence les plus anciens, sans m’assujettir pour autant à l’ordre du tableau, afin de ne pas éteindre l’émulation, (...) Je vois avec regret qu’il reste encore soixante et un surnuméraires de 1815 et des années antérieures, cent quatorze de 1816 ; cent vingt de 1817, cent quarante-cinq de 1818, cent soixante-sept de 1819 et cent treize de 1820. Ce tableau est effrayant, quand on considère que les emplois vacants ne permettent de placer qu’environ quatre-vingts surnuméraires par an (...) Je ne pourrais voir sans doute qu’avec regrets de bons surnuméraires renoncer à leur brevet. »
Ainsi donc sept à huit ans, voire plus dans le surnumérariat n’était pas à l’époque chose exceptionnelle.
Dès 1823 le nombre est encore réduit à 450, seuls les bureaux procurant plus de 2 500 francs de remises ouvrent doit à la possibilité de recrutement, même si cette disposition n’est applicable que pour l’avenir, une forte incitation est mise en place « (...) mais le Directeur Général accueillera avec intérêt les demandes des Surnuméraires présentement attachés à des bureaux de canton, qui, soit pour perfectionner leur instruction, soit pour être à portée de donner plus de preuves de zèle, solliciteraient leur translation dans des bureaux de chefs-lieux d’arrondissement ou de département. » La pression, dans le contexte d’emploi de la période est au moins aussi forte que l’élégance de la plume, qui a fait la gloire des enregistreurs jusque dans les années 1980.
À partir de 1830, les brevets ne sont plus délivrés sans engagement de l’impétrant à rejoindre le poste quel que soit le département pour lequel il sera délivré, cette circulaire fait état de candidat au surnumérariat faisant état d’un travail depuis longtemps dans les bureaux de l’enregistrement, au-delà donc de la réglementation de plus en plus stricte des conditions d’accès au surnumérariat, il existait des pratiques locales de recrutement de fait qui conduisent le Directeur général à prescrire à ses directeurs locaux de « (...) ne pas tolérer que des étrangers soient admis dans les bureaux comme aspirant au surnumérariat : ils ne peuvent y être employés que pour le compte du Receveur... » Autant dire qu’il doit en supporter le coût et assumer la responsabilité de ces préposés.
En 1846, cette question du nombre est réglée et une décision du 8 janvier 1846 porte le nombre à 490 pour couvrir les besoins du service. Ce nombre permet de limiter la durée moyenne du surnumérariat à 4 ans. Ce noviciat paraissait la durée normale pour permettre à jeune homme, ayant les diplômes et les aptitudes nécessaires, d’acquérir les connaissances nécessaires à la gestion d’un premier bureau.
En fait, tout au long du XIXe et jusque dans les années 1920, les employés non rémunérés seront beaucoup plus nombreux dans la Régie de l’enregistrement, en effet, outre les surnuméraires en titre, étaient admis à travailler dans les bureaux, les postulants à la candidature déclarés admissibles et les candidats agréés au surnumérariat. Il n’existe pas de recensement permettant de chiffre le nombre de ces renforts mais il ne devait sans doute être de l’ordre de deux à trois fois le nombre des surnuméraires en titre.

#### Place dans l'organisation
Les surnuméraires ne sont pas employés par l’administration, mais simplement admis à y travailler pour acquérir les connaissances nécessaires à l’emploi de receveur.
C’est parmi eux que sont recrutés l’ensemble des employés et nul ne peut parvenir à un emploi dans l’administration sans être passé par le surnumérariat.
On ne peut être nommé après l’âge de 30 ans.
Si aucun employé ne peut être placé sous l’autorité  de son père ; beau-père, oncle, frère ou beau-frère, cette interdiction ne vaut pas pour les 1er commis de direction et les surnuméraires employés en direction.
Dans les faits, et au moins pendant tout le XIXe, il y a, pour reprendre la classification de Balzac, deux catégories de surnuméraires« (...) les surnuméraires riches et les surnuméraires pauvres. Le surnuméraire pauvre est riche d'espérance et à besoin d'une place, le surnuméraire riche est pauvre d'esprit et n'a besoin de rien (...) Le surnuméraire riche est confié à un employé supérieur ou placé près du directeur général (...) on lui adoucit les horreurs du stage jusqu'à ce qu'il soit nommé à quelque emploi. (...) le surnuméraire riche ne vise que les hauts emplois de l'administration. (...) Le surnuméraire pauvre, le vrai, le seul surnuméraire, est presque toujours le fils de quelque veuve d'employé qui vit sur une maigre pension et se tue à nourrir son fils jusqu'à ce qu'il arrive à la place d'expéditionnaire. (...) Les trois quarts des surnuméraires quittent l'administration sans avoir été employés, il n'y reste que les jeunes gens entêtés ou les imbéciles qui se disent « j'y suis depuis trois ans, je finirai par avoir une place ! » ou les jeunes gens qui se sentent une vocation. Évidemment, le surnumérariat est, pour l'administration, ce que le noviciat est dans les ordres religieux, une épreuve. Cette épreuve est rude. L’état y découvre ceux qui peuvent supporter (...) le travail sans s'en dégoûter et dont le tempérament acceptera (...) la maladie des bureaux. De ce point de vue, le surnumérariat, loin d'être une infâme spéculation du gouvernement pour obtenir du travail gratis, serait une institution bienfaisante... »

#### Règles de conduite
Ils sont assujettis aux mêmes règles que les employés. La surveillance des directeurs et successivement de grade en grade doit s’étendre sur le travail et sur la conduite privée de leurs subordonnés. L’employé qui se décrierait par ses mœurs, s’endetterait, qui manquerait aux règles de la tempérance ou qui ferait suspecter sa délicatesse par des liaisons déplacées avec les personnes soumises à sa surveillance, serait toujours un sujet plus nuisible à la Régie, quelques talents d’ailleurs qu’il pût avoir.
Le devoir des inspecteurs est de s’assurer que la conduite et les habitudes des employés sont honnêtes, qu’ils ne fréquentent pas les cafés, qu’ils n’ont pas de dettes, et que, s’ils en ont, ils prennent les mesures pour les payer. Ceux qui ne seraient pas assidus et ceux qui seront reconnus manquer de capacités ou de bonne conduite seront rayés du tableau des surnuméraires.
Les rappels, notamment aux Inspecteurs et vérificateurs, sur l’envoi des comptes rendus sur la conduite des surnuméraires est fréquent tout au long du XIXe, en 1829, Inst. Gen. no 1284, 1830 Inst. Gen. no 1318, 1831 Inst. Gen no 1351, en 1839 encore on rappelle aux directeurs la nécessité de« s’expliquer avec une entière franchise sur l’instruction, l’intelligence, le zèle et la conduite des employés, surnuméraires et aspirants (...) et ne point se référer (...) aux comptes rendus antérieurs ».
Ces comptes rendus sont trimestriels, ce n’est qu’en 1871 que la périodicité devient semestrielle pour tous les départements à l’exception de la Seine.
Les surnuméraires relèvent des dispositions prises en matière de discipline par l’article 15 du décret du 27 juillet 1912, mais en ce qui les concerne les sanctions du 2d groupe, prises par le Directeur Général, ne sont pas soumises à l’avis du Conseil de discipline où siègent des représentants des agents titulaires.

#### Formation
En 1835, à l’occasion d’une synthèse des conditions de réalisation des examens annuels, l’administration s’inquiète de la faiblesse de l’instruction des surnuméraires par les receveurs qui ne s’occuperaient pas assez de les diriger dans leurs travaux et leurs études. Elle appelle l’attention des Directeurs sur « cette grave négligence » et rappelle qu’il a été prescrit aux receveurs « de faire passer successivement les surnuméraires des opérations les plus simples aux opérations les plus difficiles du bureau. Ils leur doivent en outre le secours de leurs conseils et de leur expérience pour le choix et l'emploi des moyens les plus propres à développer et fortifier leur instruction ». Elle demande aux directeurs de « tenir la main » pour que les employés supérieurs étendent leur surveillance sur le travail des surnuméraires.
Tout au long du siècle et à de multiples reprises, circulaires et instructions rappelleront aux directeurs, mais aussi aux agents chargés du contrôle, cette nécessité de veiller à une formation complète en liaison avec le programme des différents examens annuels.
Pour aider à leur formation, divers juristes publient des manuels du surnuméraires ; on peut citer le Manuel de Henri Alexandre Flour de Saint Genis, Inspecteur des Domaines, puis Directeur de l’enregistrement à Valence et Limoges notamment, et enfin conservateur des hypothèques, dont la première édition du Manuel du surnuméraires, en 1835, connaîtra plus de 10 rééditions au cours du XIXe. En 1892, Jules Castillon publie le Manuel formulaire de l'enregistrement, des domaines et du timbre, suivi d'un précis de manutention et de comptabilité, qui sera réédité à plusieurs reprises jusqu'en 1935.
En 1894, Francis Lefebvre, avocat, crée le premier cours par correspondance pour la préparation au concours de surnuméraire à l’origine de la documentation pratique et des éditions Francis Lefebvre.

#### Examens de fin d'années
Par ailleurs, l’admission au grade de receveur est désormais subordonnée à la décision d’un comité d’examen. Le principe de trois examens annuels, à l’issue de chaque année d’étude, est posé par l’instruction générale du 15 novembre 1834 qui fixe le programme et la nature des épreuves de chacune des trois années. Les privilèges et hypothèques, les salaires du conservateur et sa responsabilité constitue le cœur de la troisième année d’enseignement et du dernier examen.
La connaissance du code civil est jugée déterminante pour l’examen de fin d’études et une instruction de 1837, ajoute au programme de l’examen de fin de 3e année les titres du code qui traitent du mariage, de la vente, de l’échange, du contrat de louage en plus du titre 18 qui traite des hypothèques et privilèges initialement prévu par l’instruction no 1470.
En 1877, la durée de la scolarité est réduite à deux ans, l’examen de deuxième année intervenant peu de temps avant la nomination de l’intéressé au grade de Receveur. Le tableau de classement est modifié à l’issue des résultats de chaque examen en fonction des résultats et des appréciations portées par les employés supérieurs sur le travail et la conduite des candidats.
Pour assurer une totale impartialité aux examens à partir de 1902, les candidats aux examens sont convoqués dans un comité autre que celui dont relève leur résidence.
En 1882, un nouveau règlement ne favorise plus les bacheliers titulaires de deux diplômes de bachelier mais privilégie fortement les titulaires de diplômes juridiques (article 17§2). Ainsi, un docteur en droit, lauréat de faculté, aura désormais une prime de 50 points.
À partir de 1883, cet avantage ne se fera plus en points servant au classement des candidats, mais une fois l’examen terminé s’exprimera en rang de classement (70 places dans le cas visé ci-dessus). Cette mesure moins favorable est expliquée par la volonté de l’administration d’accorder une primauté à l’instruction administrative sur les connaissances juridiques théoriques. Cette instruction met par ailleurs l’accent sur la comptabilité et restaure dans les épreuves de l’examen de 1re année la rédaction d’un bordereau mensuel des recettes et des dépenses.
En 1915, l’avantage en points sera rétabli et une majoration supplémentaire de 20 points sera accordée aux mobilisés pendant la guerre en 1915 et 1916, les épreuves ne peuvent être assurées et tous les candidats dont l’inscription est régulière sont admis d’office.

#### Emplois des surnuméraires
Les surnuméraires n’ont pas d’emploi déterminé, en théorie ils doivent participer à toutes les tâches du bureau, des plus simples au plus compliquées dans une progression en rapport direct avec les programmes de leurs examens annuels.
Si la préoccupation de l’administration centrale est d’assurer la meilleure formation possible des futurs receveurs, celle des receveurs, voire de certains directeurs ou conservateur des hypothèques, reste d’obtenir, à bon compte une main d’œuvre responsable des tâches les plus ingrates et les surnuméraires continuent, à défaut de postulant employé dans le poste, sont chargés de la confection des tables alphabétiques et de la rédaction des renvois.
Outre les recettes et les conservations, ils peuvent être employés en Direction, toutefois dès la circulaire du 19 septembre 1801, il est précisé qu’ils ne pourront être appelé dans les bureaux du directeur et conserver leurs droits à l’avancement qu’après avoir travaillé deux ans dans une recette de l’enregistrement. Cette faculté demeure de surcroît subordonnée à une autorisation de l’administration centrale.
Une instruction de 1844 autorise les inspecteurs à se faire assister d’un surnuméraire pour la conduite de leurs travaux de vérification.
Les surnuméraires ayant 21 ans accomplis et deux ans de surnumérariat sont admissibles, dès 1816, à l’intérim des bureaux qui n’excèdent pas 1 500 francs de remises, année communes.
Évidemment ils ne sont pas rémunérés, sauf s’ils sont appelés à assurer l’intérim d’un receveur, ils perçoivent une fraction des remises de ce dernier et à compter du 1er janvier 1855 une indemnité de un à deux francs par jour pour couvrir notamment leurs frais de déplacement et tenir compte de la responsabilité liée à leur période de gestion. Dans l’hypothèse de congé gratuit du titulaire, ce dernier ne peut être désormais accordé que si le Receveur ou le Conservateur s’engage à supporter sur ses remises ou salaires l’indemnité dont il s’agit.
Pour autant, la durée de ces services ne sont pas admissibles pour le calcul des droits à pension.
Depuis la loi de ventôse An VII (article 12), le surnuméraire le plus ancien du bureau peut être appelé à assurer l’intérim du Conservateur des hypothèques, à défaut de vérificateur ou d’Inspecteur de l’enregistrement disponible dans le département.
À compter du 1er janvier 1863, l’intérimaire, y compris surnuméraire, a droit à la moitié des salaires perçus sous déduction du quart représentant les frais de bureau qui restent toujours à la charge du titulaire. Dans cette hypothèse, les surnuméraires ne bénéficient plus de l’indemnité de responsabilité de 1 à 2 F. par jour visée ci-dessus. Même dans l’hypothèse de congés gratuits, cette rémunération de l’intérimaire reste due et est supportée par le conservateur sur ses salaires.
En 1898, ils sont considérés comme des agents à part entière de l’administration, ils sont tenus de prêter serment sans que celui-ci ait à être renouvelé à leur prise de fonctions en qualité de receveur. Mais, comme ils ne sont pas salariés, leur prestation de serment rentre dans la catégorie des actes innommés et est soumise au droit fixe.
Par contre les surnuméraires ne sont pas responsables et les omissions de recettes restent à la charge du receveur de l’administration et ne peuvent être rejetées sur eux.
La loi de finances du 28 avril 1893 instaure une rémunération spécifique pour les surnuméraires les plus anciens. Un crédit de 60 000 francs est dégagé pour accorder une rémunération annuelle de 600 francs à chacun des 100 surnuméraires les plus anciens afin de « faciliter aux jeunes gens peu fortunés l’accès à la carrière ». C’est la première fois qu’apparaît le principe d’une rémunération détachée de toute activité particulière, remplacement, intérim.
La rémunération annuelle crée en 1893 sera actualisée en 1918 et portée à 1 200 francs et étendue, à titre définitif à tous les surnuméraires non mobilisés. Cette indemnité sera portée à 4500 F. à compter du 1er janvier 1920 et à 6500 F. en 1925. Ce traitement n'est toutefois pas soumis à la retenue de 5 % pour pension civile.
Aussi les services rendus en qualité de surnuméraire ne sont pas retenus pour le calcul des pensions pour autant, lorsqu'ils ont géré par intérim un poste ils doivent figurer sur le bordereau annuel récapitulatif des gestionnaires du poste.

## Les surnuméraires après le1erconflitmondial
Jusqu'au déclenchement de la Grande Guerre, peu de choses évoluent tant dans le statut que les conditions d’emploi des surnuméraires.
L’hémorragie liée au 1er conflit mondial avait créé un appel d’air dans tous les grades de la régie et que de nombreux postes de receveurs demeuraient vacants malgré toutes les mesures particulières prises par l’administration pour y remédier. Les surnuméraires en bénéficient et l’accession au grade de receveur est quasi automatique pour les promotions de guerre et celle du début des années 1920.
Entre les deux guerres la montée des charges en matière d’impôts directs et de taxes sur le chiffre d’affaires, s’accompagne d’une réduction des impôts assis sur les mutations qui entraîne un déséquilibre entre les missions des différentes régies. Après une position prééminente de plus d’un siècle, la régie de l’enregistrement passe, en moins de trente ans, d’un rôle prépondérant à une place mineure dans l’organisation des administrations financières.
À partir de 1931 s’amorce une évolution plus significative du surnumérariat.
La tentative de fusion des régies des contributions directes et de l’enregistrement de 1926 échoue et il y est mis un terme en 1931.. Mais la fusion dans 947 cantons des services des deux régies demeure et les règles de recrutement et de titularisation des surnuméraires sont désormais communes aux deux régies.
À l’issue des épreuves d’admission, les surnuméraires optent désormais, en fonction de leur rang de sortie, pour l’une ou l’autre des régies. Déjà, la préférence des impétrants va vers les contributions directes. Pour ceux qui contre leur souhait, ont été affectés à la direction de l’Enregistrement et du timbre, diverses possibilités d’option pour l’Administration des Douanes ou des Contributions Indirectes sont offertes.
La titularisation des surnuméraires intervient en 1935 les surnuméraires ayant satisfait aux épreuves des deux examens annuels sont nommés receveurs-contrôleurs adjoints, selon les besoins du service, et sont à ce titre, considérés comme des agents titulaires dont les émoluments sont soumis aux retenues pour pension civile, mais les  émoluments des surnuméraires en attente d'une nomination au grade de receveur contrôleur adjoint de 2e classe, qui en 1940 percevaient une rémunération annuelle de 11000 F, ne sont pas soumis à retenue pour pension civile.
En 1928, un Centre de formation des surnuméraires avait été mis en place à Lyon, préfiguration de la future École nationale des impôts. Initialement, la scolarité était d’une année ; en 1939, elle est portée à deux années avec adjonction de stages pratiques ; en contrepartie de ces avantages les surnuméraires admis au centre de formation doivent prendre l’engagement de servir l’État pendant une période de 10 ans.

## Conclusion
Les particularismes de chacune des trois régies demeureront bien longtemps après la fusion de 1948, mais la création de l’École Nationale des impôts en 1951, marque la fin des surnuméraires quand bien même l’ENI continuera de dispenser un enseignement par spécialité jusqu’en 1969 et que le vocable de surnuméraire, détourné certes de ses origines continuera d’être employé pour désigner les auxiliaires de renfort, parfois dans les recettes et plus fréquemment encore dans les conservations des hypothèques.

## Quelques surnuméraires des Administrations Financières

### Pierre Delanoë

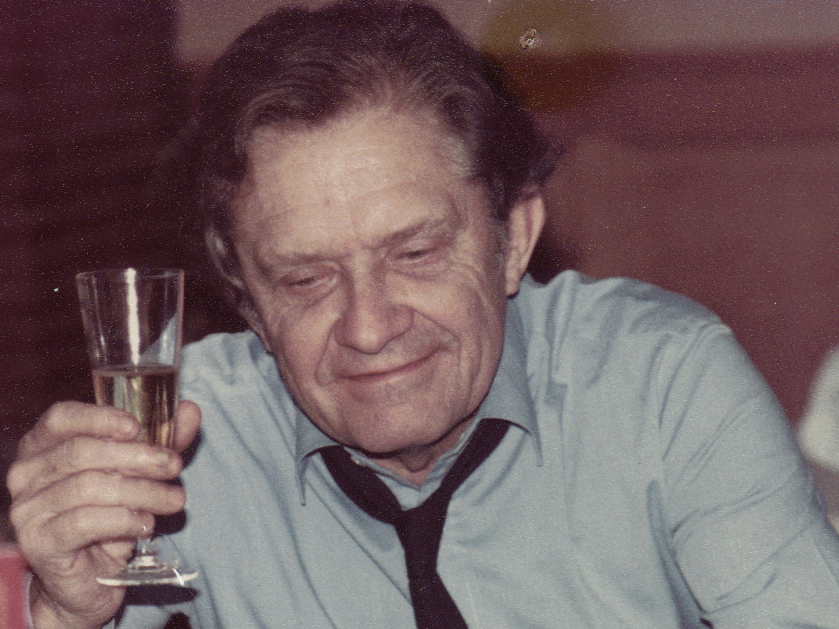
Pierre Delanoë le 25 décembre 1982.

Pierre Charles Marcel Napoléon Leroyer, dit Pierre Delanoë, né le 16 décembre 1918 à Paris (10e arr.) et mort le 27 décembre 2006 (à 88 ans) à Poissy, est un parolier français.
Pierre Delanoë a écrit 5 000 chansons et poèmes. Il a écrit pour des interprètes aussi différents que Gilbert Bécaud (Nathalie, Et maintenant), Gérard Lenorman (La Ballade des gens heureux), Michel Sardou (Les Lacs du Connemara, Être une femme, Vladimir Ilitch), Joe Dassin (L'Été indien, Aux Champs-Élysées), Michel Fugain (Je n'aurai pas le temps, Fais comme l'oiseau) ou Nana Mouskouri (L'Amour en héritage).
Il a été le directeur des programmes de la station radio Europe 1 à sa création en 1955, et le président de la Société des auteurs, compositeurs et éditeurs de musique (SACEM) à trois reprises.
Après des études de droit, il entre dans l'administration fiscale et devient agent surnuméraire de la Régie de l'Enregistrement, des Domaines et du Timbre avant d’être Inspecteur polyvalent des impôts jusqu'à la fin des années 1950.

### Pierre Seghers
Pierre Seghers, né le 5 janvier 1906 à Paris et mort le 4 novembre 1987 à Créteil, est un poète, éditeur et résistant français. Il est le plus célèbre éditeur français de poésie, créateur en 1944 de la collection Poètes d'aujourd'hui. Résistant de la première heure, il fut proche de Louis Aragon, Paul Éluard, Robert Desnos et René Char.
Il est d'abord brièvement « saute-ruisseau » (clerc de notaire débutant) chez un notaire de Carpentras. Il est ensuite surnuméraire dans l'administration des Contributions Directes et du Cadastre, ce qui lui donnera l'occasion d'arpenter tout le Vaucluse pendant deux années.

### Pierre Molaine

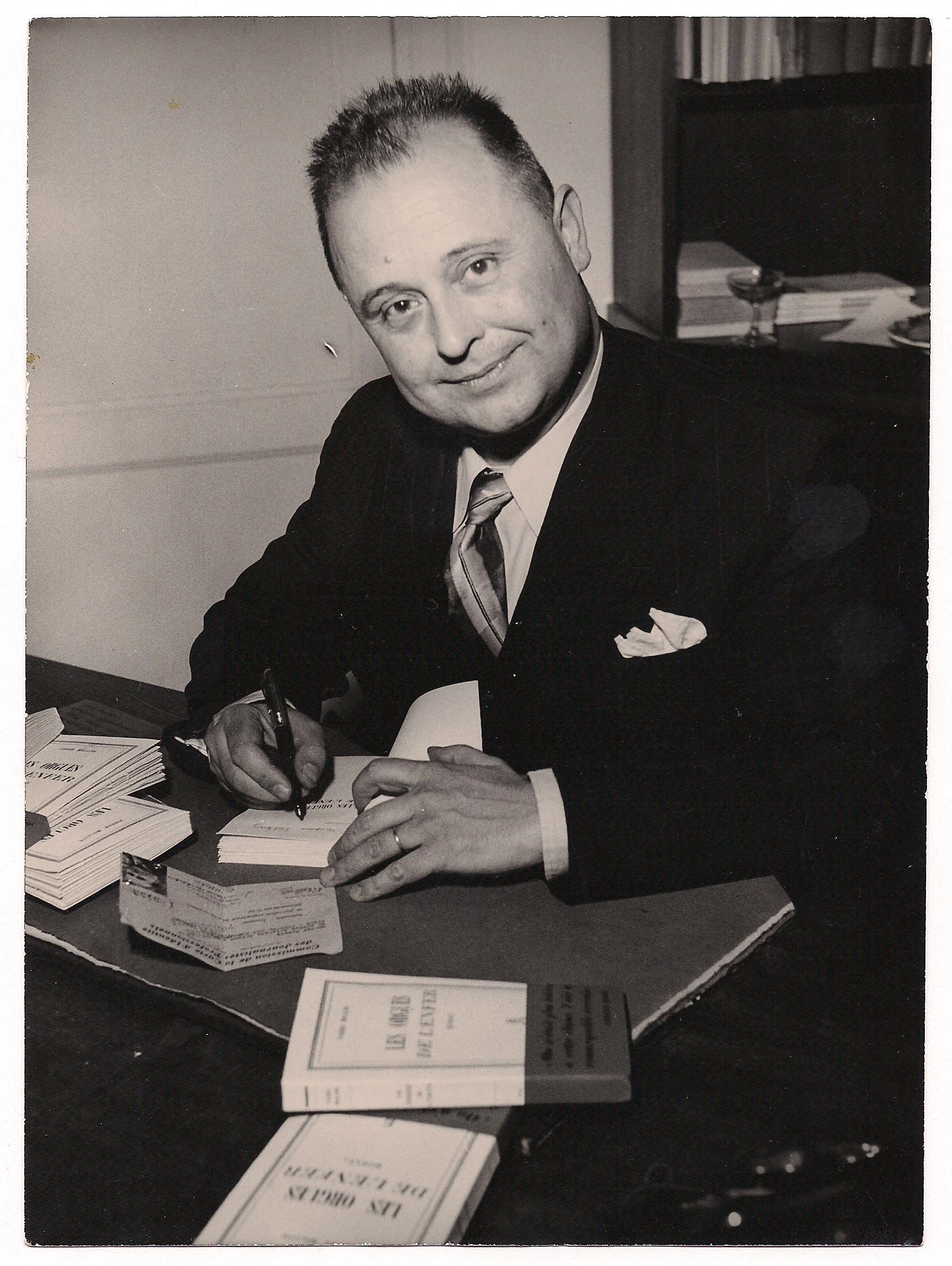
Pierre Molaine.

Pierre Molaine, pseudonyme de Léopold Faure né à Voiron (Isère), le 29 avril 1906 et mort à Lyon le 17 octobre 2000, est un écrivain français. Nommé surnuméraire de l’Enregistrement (1924), il démissionne très vite (1925) de l’administration des Finances et s'engage dans l'armée, en mai 1927. Il fera une carrière militaire d'officier supérieur, tout en poursuivant son activité d'écrivain. Immédiatement après la parution de son premier roman, Samson a soif (1943), il se voit interdit de toute publication par les autorités allemandes d'occupation.
Il obtient le Prix Renaudot 1950 pour Les Orgues de l'enfer.

### Jean Blocquaux
Paul René Jean Blocquaux (1907-1959), né le 26 mai 1907 à Novion-Porcien (Ardennes) et mort le 28 mars 1959 à Charleville (Ardennes) est un fonctionnaire et homme politique français, député des Ardennes de 1946 à 1951.
Après des études de droit, il entre en 1927, comme surnuméraire, dans l'administration de l'Enregistrement. Il obtient ensuite les grades de receveur-contrôleur en 1932, puis d’inspecteur en 1936.
Résistant, lieutenant des Forces françaises de l'intérieur (FFI) en 1944, il est à la libération l'un des fondateurs du Mouvement républicain populaire (MRP) dans les Ardennes. il sera député  des Ardennes de 1946 à 1951. Battu en 1951, il rejoint son administration d'origine et terminera sa carrière comme Trésorier Payeur Général de la Meuse. Il meurt à Charleville le 28 mars 1959.

### Pierre Boursicot
Pierre Boursicot, né en Charente-Maritime en 1899 et mort en 1986, fut fonctionnaire des finances (contributions indirectes), syndicaliste, résistant, commissaire régional de la République à la Libération et haut fonctionnaire.
La réputation d'homme sûr de Pierre Boursicot va le conduire à accéder à des fonctions très sensibles en ces périodes troublées. Il est tout d'abord directeur général de la Sûreté nationale de 1946 à 1949. Il est ensuite pour la période 1951 à 1957 directeur du SDECE sur fond de guerres coloniales.
Pierre Boursicot termine sa vie professionnelle en occupant la fonction de président des Aéroports de Paris de 1960 à 1970.

### Ernest Sourioux
Ernest Sourioux, né le 1er janvier 1895 à Saint-Alpinien (Creuse) et mort le 20 mai 1944 au camp de concentration de Dora (Allemagne), est un homme politique français, député de la Creuse de 1939 à 1942. Il poursuit des études secondaires à Aubusson avant d'entrer comme surnuméraire dans l'administration de l'Enregistrement. Il est arrêté le 9 janvier 1944 à Aubusson et déporté à Buchenwald, puis au camp de Dora où il est fusillé le 20 mai 1944.

### Étienne Clémentel

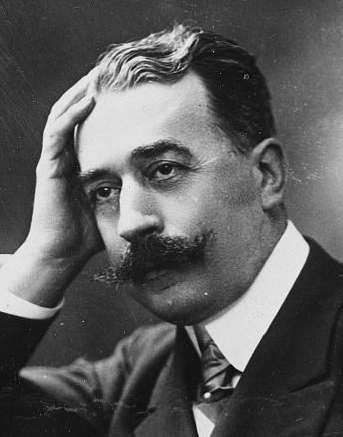
Étienne Clémentel.

Étienne Clémentel naît en 1864 dans une famille de meuniers et de minotiers aux portes de Clermont-Ferrand. Il devient très tôt orphelin de père et est alors élevé par sa mère dans un faubourg de Riom. Après des études chez les maristes, il obtient des licences de droit et de lettres. Poussé par la nécessité, il entreprend une carrière de surnuméraire dans l'Enregistrement, puis achète une charge de notaire à Riom. Il se lance dans la carrière politique après le décès de sa première épouse.
Plusieurs fois ministre, il est considéré comme l'un des pères de la technocratie et de l'intervention de l'État dans l'économie en France, ayant regroupé sous son autorité, de 1915 à 1919, la plupart des ministères traitant des questions économiques.
On lui doit également la création des régions en France (1919) et de la première tentative de planification économique (le plan Clémentel en 1919). Partisan de l'organisation professionnelle, il est notamment l'un des initiateurs de la fondation de la CGPF (un syndicat patronal, ancêtre du Medef), de l'organisation de l'artisanat, de la structure nationale du Crédit agricole, ou encore de la Chambre de commerce internationale dont il sera le premier président (1920). Maire de Riom de 1904 à 1936, il est président de l'Assemblée Départementale de 1911 à 1935.
Il meurt le 25 décembre 1936 à Prompsat (Puy-de-Dôme).

### Alfred Chion-Ducollet
Alfred Chion-Ducollet est un homme politique français né le 23 septembre 1848 au Collet de Sinard (Isère) et mort le 6 février 1920 à La Mure (Isère).
Fils de paysans pauvres, il abandonne à l'âge de 19 ans l'exploitation familiale pour entrer dans l'administration des contributions indirectes, d'abord comme surnuméraire, puis comme commis principal. Il entreprend des études de droit, devient lauréat de la Faculté de Grenoble en 1878 et s'installe comme notaire à La Mure en 1881. Il est maire de la Mure de 1886 à 1912 et conseiller général en 1895. De 1906 à 1910, il est député de l'Isère, siégeant au groupe de la Gauche radicale. Il ne se représente pas en 1910.

### Stéphane Mallarmé

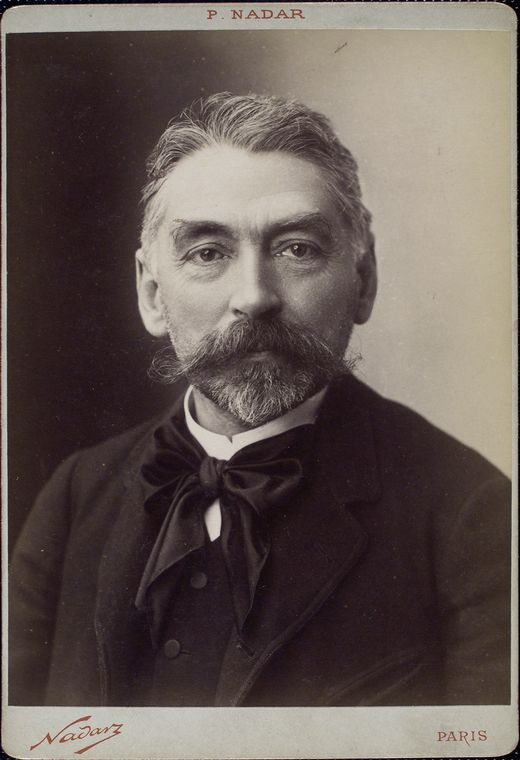
Stéphane Mallarmé.

Étienne Mallarmé, dit Stéphane Mallarmé, né à Paris le 18 mars 1842 et mort à Valvins (commune de Vulaines-sur-Seine, Seine-et-Marne) le 9 septembre 1898, est un poète français.
La découverte des Fleurs du mal de Charles Baudelaire en 1860 est marquante et influence ses premières œuvres. La même année, Mallarmé entre dans la vie active en devenant surnuméraire à Sens, « premier pas dans l'abrutissement » selon lui. En 1862, il quitte son emploi pour s'installer à Londres dans le but de devenir professeur d'anglais ; il obtiendra son diplôme en 1863 et sera nommé au lycée impérial de Tournon-sur-Rhône (Ardèche). Jusqu'en 1893, il poursuivra son métier d'enseignant parallèlement à sa carrière littéraire, successivement à Besançon, Toulon et Paris.
Pour tempérer son jugement sévère sur sa période de surnuméraire, rien ne le portait vers une carrière d'enregistreur et ce n'est pas davantage dans son métier d'enseignant qu'il pouvait trouver cette absence de signification qui « signifie davantage » pour atteindre ces « splendeurs situées derrière le tombeau ».

### André Theuriet

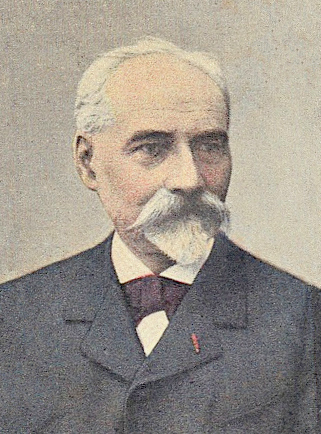
André Theuriet.

Claude-Adhémar-André Theuriet, né à Marly-le-Roi (Yvelines) le 8 octobre 1833 et mort le 23 avril 1907 à Bourg-la-Reine (Hauts-de-Seine) à l'âge de 73 ans, est un poète, romancier et auteur dramatique français.
Après avoir fait ses études à Bar-le-Duc, où son père était Receveur des Domaines, Bachelier en droit en 1855, il est employé de la Régie de l'Enregistrement et des Domaines à Auberive (Haute-Marne) de 1856 à 1859 en qualité de surnuméraire ; Receveur à Tours de 1859 à 1863, puis à Amiens, avant de devenir chef de bureau en Administration Centrale en 1863.
André Theuriet est un écrivain qui chante les terroirs, les forêts, les petites villes bourgeoises avec une étonnante facilité à communier avec tous les pays où le mène sa profession. Il publie de nombreux romans sur Bar-le-Duc, le pays d'Auberive, la Touraine, le Poitou et la Savoie.
Écrivain conventionnel, il traduit bien les grands sentiments de son époque, parfois de manière stéréotypée ; s'il est largement oublié de nos jours, il connut un réel succès dans les années 1880.

### Édouard Grenier
Édouard Grenier, né le 20 juin 1819 à Baume-les-Dames (Doubs) où il meurt le 4 décembre 1901, est un homme de lettres, poète, diplomate français et un fidèle ami de Lamartine.
Entré dans la carrière diplomatique après avoir été surnuméraire de la Régie de l'Enregistrement et des Domaines, il est chargé de mission à Berlin, puis secrétaire d'ambassade à Berne sous la Deuxième République. Il démissionne de ce poste lors du coup d'État du 2 décembre 1851.
Auteur de nombreux longs poèmes qui lui attirent l'estime du monde des arts et des lettres et dont plusieurs sont couronnés par l'Académie française, il contribue au Parnasse contemporain et collabore à la Revue des deux Mondes et à La Revue blanche.

### Eugène de Barrau

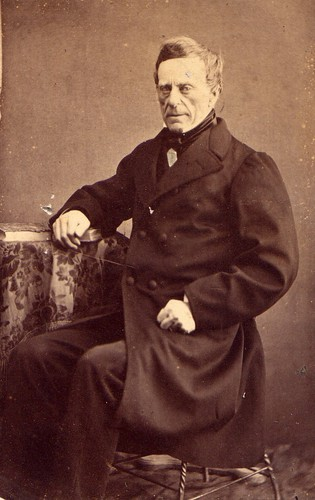
Eugène de Barrau.

Paulin Eugène de Barrau, né le 27 avril 1801 (7 floréal an IX) à Rodez et mort en 1887 à Carcenac-Salmiech), est un homme politique, historien et écrivain légitimiste français.
Eugène de Barrau est d'abord surnuméraire puis receveur de l'Enregistrement en Aveyron, mais il est révoqué en 1830 pour ses opinions politiques légitimistes.
Durant deux ans il est secrétaire particulier de son cousin Auguste de Balsac, alors préfet de Moselle, puis il part à Toulouse passer sa licence en droit et s'inscrit quelque temps au Barreau de Rodez comme avocat.
Il est le fondateur et le rédacteur de L'Écho de l'Aveyron, journal d'opinion légitimiste qui paraîtra de 1845 à 1863. Il participe également à la rédaction de La Gazette du Rouergue, fondée par son frère Hippolyte de Barrau.
Il vécut longtemps dans l'ombre du « comte de Chambord » et abandonna ses activités politiques à la mort du prétendant en 1883.

### Athanase-Jean-Baptiste Bricogne
Athanase-Jean-Baptiste Bricogne, né à Paris le 4 novembre 1779, fait partie des surnuméraires riches. Fils aîné d'Athanase-Jean Bricogne, négociant et marchand mercier, futur maire d'arrondissement de Paris.
Surnuméraire en octobre 1801 puis employé en avril 1802 sous le ministère de Barbé-Marbois, il est nommé secrétaire particulier du ministre Mollien en février 1806, puis chef de bureau en juin 1806 ; il devient premier commis du Trésor en août 1806 à vingt-sept ans. Il est décoré de la Légion d'honneur en 1810 et devient Premier commis de la 2e division du ministère des Finances en mai 1814. Son ouvrage de 1819, Situation des finances au vrai, fait « grand bruit » par ses attaques directes. Il est révoqué en 1819, à la fois de ses fonctions de premier commis du Trésor et de maître des requêtes.
Il est promu officier de la Légion d'honneur en 1821. Il est ensuite nommé receveur général des finances à Marseille de 1822 à 1830.
Bricogne investit par ailleurs dans différents domaines, notamment les chemins de fer et la banque. Il est l'un des fondateurs, de 1820 à 1824, de la première compagnie de chemin de fer d'Europe continentale, la Compagnie du chemin de fer de Saint-Étienne à la Loire, et détient 15 % du capital. Il est aussi un des premiers actionnaires, avec près de 10 % du capital, et administrateur provisoire de la Caisse d'économie et d'accumulation, constituée en juin 1821 et autorisée le 18 juillet 1821.
Il meurt à Paris en 1836.

### Jean-Louis Calmon
Jean-Louis Calmon, né à Carlucet (Lot) le 18 juillet 1774 et mort à Paris le 13 mars 1857, est un haut fonctionnaire et homme politique français.
Fils de Guillaume Calmon (1737-1801) avocat et député à l'Assemblée législative en 1791, Jean-Louis Calmon fait de bonnes études et débute immédiatement, au sortir du collège, dans un emploi subalterne de l'atelier de fabrication des assignats.
En l'an VI (1798), il entre dans l'administration de l'Enregistrement et des Domaines, où il réussit fort bien et ne tarde pas à parvenir au rang d'Administrateur Général. Il est à plusieurs reprises député de la circonscription de Gourdon dans le Lot et sera à plusieurs reprises vice-président de la Chambre des députés, sous la monarchie de Juillet.
Nommé Directeur Général en 1829, il occupe ses fonctions, pratiquement sans interruption, jusqu'en 1848 où, lors de la Révolution, il se retire de la vie politique et abandonne ses fonctions administratives.
Il est à l'origine notamment des instructions réglementant l'accès au surnumérariat et plus largement de tous les textes qui régiront l'accès aux différents grades, avancement, promotion, etc.

### Louis Grégoire Deschamps Destournelles
Louis Grégoire Deschamps Destournelles est un homme politique français, né le 31 mai 1744 à Rouen et mort le 27 juillet 1795 à Passy (actuellement XVIe arrondissement de Paris).
Fils de Gabriel Deschamps, receveur des domaines, il prend le nom de Destournelles pour se distinguer de ses frères et entre dans les bureaux de la ferme générale de Rouen le 1er janvier 1760 en qualité de surnuméraire dans le département des Domaines. Directeur des domaines du roi dans les années 1780, il s'affirme dès 1789 comme un partisan des idées nouvelles. Entré au début de 1790 dans le Club des Jacobins, ce directeur général de l'Enregistrement, dans la section de la Bibliothèque fait partie de la commune insurrectionnelle lors de la journée du 10 août 1792.
Le 13 juin 1793, il est nommé ministre des Contributions et Revenus publics du Conseil exécutif, sur proposition de Louis Legendre, Cambon et Dominique Garat et après un rapport favorable de Barère. Accusé de « modérantisme » par les Hébertistes pour n'avoir pas épuré le personnel de son ministère, il n'est pas poursuivi.
Après l'insurrection du 12 germinal an III, le Comité de sûreté générale, se souvenant de ses convictions jacobines, délivre un ordre d'arrestation à son encontre, le 1er floréal an III (20 avril 1795). Mais il parvient à s'enfuir et se cache à Passy, où il meurt le 9 thermidor an III (27 juillet 1795).